# Língua coreana
A língua coreana (na Coreia do Sul, 한국어/韓國語 RR: hangugeo, na Coreia do Norte, 조선말/韓國語, RR Chosŏnmal) é um idioma do leste asiático falado por cerca de 79 milhões de pessoas. É membro da família das línguas coreânicas e é a língua oficial e nacional dos dois países localizados na península da Coreia: a Coreia do Norte e a Coreia do Sul, com diferentes formas oficiais padronizadas que são usadas em cada país. É também uma das duas línguas oficiais da prefeitura autônoma coreana de Yanbian e do condado autônomo coreano de Changbai, na província de Jilin, na China. Também é falado em partes da ilha russa de Sacalina, da Ucrânia e da Ásia Central.
Linguistas históricos e modernos classificam o coreano como um idioma isolado; no entanto, há alguns parentes extintos que, juntamente com o próprio Coreano e a língua Jeju (falada na Província de Jeju e considerada um tanto distinta) formam a família das línguas coreânicas.
É uma língua aglutinante com o sistema de escrita chamado de hangul, que é um alfabeto fonético. O hangul foi criado por Sejong e anunciou para o povo coreano na Hunminjeongeum (훈민정음), que significa "O direito verbal do sons para ensinar as pessoas" em 1446. O alfabeto coreano tem 19 letras consoantes e 21 letras de vogais. No entanto, em vez de serem escritas sequencialmente como as letras do Alfabeto latino, as letras hangul são agrupadas em blocos, cada um dos quais transcreve uma sílaba. Cada bloco silábico consiste em 2-6 letras, incluindo pelo menos uma letra de consoante (incluindo o símbolo para nulo) e uma vogal. Os caracteres sino-coreanos chamados de hanja, apesar de não serem utilizados no dia a dia, são importantes nos estudos históricos do coreano.

## Classificação linguística
Não há um consenso entre os linguistas sobre a classificação do idioma coreano, e por isso é frequentemente classificado como um idioma isolado. Entretanto, há certos indícios de que tenha um parentesco mais distante com as línguas altaicas, devido às numerosas semelhanças gramaticais e a fenômenos como a harmonia vocálica. Por este motivo apresenta grande similaridade com a língua japonesa, com partículas idênticas (ga, ka, e), formação gramatical igual: sujeito-objeto-verbo. A língua coreana possui maior diversidade sonora que a língua japonesa. Apesar de numerosos empréstimos do chinês, é consenso entre os linguistas que o chinês e o coreano não têm parentesco linguístico.

## Fonologia

### Consoantes
| \| \| \| Bilabial \| Alveolar/ Alveolo-palatal \| Dorsal \| Glotal \| \| -------------- \| -------------- \| -------- \| ------------------------- \| ------- \| ------ \| \| Nasal Oclusiva \| Nasal Oclusiva \| ㅁ /m/ \| ㄴ /n/ \| ㅇ /ŋ/2 \| \| \| Oclusiva \| plana \| ㅂ /p/ \| ㄷ /t/ \| ㄱ /k/ \| \| \| Oclusiva \| fortis \| ㅃ /p͈/ \| ㄸ /t͈/ \| ㄲ /k͈/ \| \| \| Oclusiva \| aspirada \| ㅍ /pʰ/ \| ㅌ /tʰ/ \| ㅋ /kʰ/ \| \| \| Africada \| plana \| \| ㅈ /t͡s/ or /t͡ɕ/ \| \| \| \| Africada \| fortis \| \| ㅉ /t͡s͈/ or /t͡ɕ͈/ \| \| \| \| Africada \| aspirada \| \| ㅊ /t͡sʰ/ or /t͡ɕʰ/ \| \| \| \| Fricativa \| plana \| \| ㅅ /s/ or /sʰ/ \| \| ㅎ /h/ \| \| Fricativa \| fortis \| \| ㅆ /s͈/ \| \| \| \| Aproximante \| Aproximante \| /w/1 \| \| /j/1 \| \| \| Líquida \| Líquida \| \| ㄹ /l/ or /ɾ/ \| \| \| |                |          |                           |         |        |
| |                | Bilabial | Alveolar/ Alveolo-palatal | Dorsal  | Glotal |
| Nasal Oclusiva | Nasal Oclusiva | ㅁ /m/   | ㄴ /n/                    | ㅇ /ŋ/2 |        |
| Oclusiva | plana          | ㅂ /p/   | ㄷ /t/                    | ㄱ /k/  |        |
| Oclusiva | fortis         | ㅃ /p͈/   | ㄸ /t͈/                    | ㄲ /k͈/  |        |
| Oclusiva | aspirada       | ㅍ /pʰ/  | ㅌ /tʰ/                   | ㅋ /kʰ/ |        |
| Africada | plana          |          | ㅈ /t͡s/ or /t͡ɕ/           |         |        |
| Africada | fortis         |          | ㅉ /t͡s͈/ or /t͡ɕ͈/           |         |        |
| Africada | aspirada       |          | ㅊ /t͡sʰ/ or /t͡ɕʰ/         |         |        |
| Fricativa | plana          |          | ㅅ /s/ or /sʰ/            |         | ㅎ /h/ |
| Fricativa | fortis         |          | ㅆ /s͈/                    |         |        |
| Aproximante | Aproximante    | /w/1     |                           | /j/1    |        |
| Líquida | Líquida        |          | ㄹ /l/ or /ɾ/             |         |        |

1 As semivogais /w/ e /j/ são representadas na escrita coreana por modificações nos símbolos vocálicos (veja abaixo).
 2  apenas no final de uma sílaba
O símbolo do AFI - uma aspa dupla reta subscrita - , mostrada aqui com um círculo de destaque) é usado para denotar as consoantes Fortis /p͈/, /t͈/, /k͈/, /t͡ɕ͈/, /s͈/. Seu uso oficial nas extensões ao IPA é para articulação Fortis, mas é usado na literatura para voz gutural. As consoantes coreanas também têm elementos de voz bocejante, mas ainda não se sabe o quão típico isso é dessas consoantes, que são produzidos com uma glote parcialmente contraída e pressão subglotálica adicional, além de paredes do trato vocal tensas, abaixamento da laringe ou outra expansão da laringe.

### Vogais

Vogais curtas

Vogais longas

| \| Monotongos \| ㅏ /a/NOTE ㅓ /ʌ/ ㅗ /o/ ㅜ /u/ ㅡ /ɯ/ ㅣ /i/ /e/ ㅔ, /ɛ/ ㅐ, /ø/ ㅚ, /y/ ㅟ \| \| Vogais precedidas por intermediários, ou ditongos \| ㅑ /ja/ ㅕ /jə/ ㅛ /jo/ ㅠ /ju/ /je/ ㅖ, /jɛ/ ㅒ, /wi/ ㅟ, /we/ ㅞ, /wɛ/ ㅙ, /wa/ ㅘ, /ɰi/ ㅢ, /wə/ ㅝ \| | |
| Monotongos | ㅏ /a/NOTE ㅓ /ʌ/ ㅗ /o/ ㅜ /u/ ㅡ /ɯ/ ㅣ /i/ /e/ ㅔ, /ɛ/ ㅐ, /ø/ ㅚ, /y/ ㅟ                           |
| Vogais precedidas por intermediários, ou ditongos | ㅑ /ja/ ㅕ /jə/ ㅛ /jo/ ㅠ /ju/ /je/ ㅖ, /jɛ/ ㅒ, /wi/ ㅟ, /we/ ㅞ, /wɛ/ ㅙ, /wa/ ㅘ, /ɰi/ ㅢ, /wə/ ㅝ |

ㅏ está mais próximo de uma vogal central quase aberta ( [ɐ]), embora ⟨ a⟩ ainda seja usado para tradição.

## Testes de proficiência em língua coreana
Assim como outras línguas, há um teste que avalia os conhecimentos de língua coreana realizado em diversos países. O teste é conhecido em inglês pela sigla TOPIK, e é realizado uma ou duas vezes ao ano, dependendo do país.